# Sanktuarium Arantzazu (Oñati)
Sanktuarium Matki Bożej z Arantzazu to sanktuarium katolickie znajdujące się w gminie Oñati (kast. Oñate) w prowincji Gipuzkoa we wspólnocie autonomicznej Kraju Basków (Hiszpania). Sanktuarium powstało jako upamiętnienie objawienia się Maryi w tym miejscu w 1468. Zlokalizowane jest w niezwykłej scenerii górskiej, na zboczu doliny na wysokości 750 m n.p.m. Sanktuarium jest częścią Szlaku Trzech Świątyń Ziemi Ignacjańskiej (Ruta de los Tres Templos de Tierra Ignaciana), do którego należą także Sanktuarium Loyola oraz pustelnia La Antigua w gminie Zumarraga.

## Etymologia
Słowo arantzazu (nazwa w jęz. baskijskim i oficjalna)/aránzazu (nazwa w jęz. kastylijskim) oznacza obfitość cierni (bask. arantza – cierń, -zu – obfitość) i odnosi się do charakteru pobliskiej roślinności. 

## Legenda
Pierwsza połowa XV w. była czasem wojen lokalnych panów o dominację nad regionem; co więcej, kraj pustoszyła susza, którą interpretowano jako karę za wojny. Najstarsze źródło opisujące objawienie, Compendio historial de las Chrónicas y universal historia de todos los Reynos d'España, wydane w 1571, zawiera dwie wersje historii. W jednej Maryja objawiła się dziewczynie, w drugiej – bardziej rozpowszechnionej – pasterzowi. Pasterz miał odkryć niewielki obrazek przedstawiający Maryję, ukryty w cierniach obok krowiego dzwonka. Widząc go miał zakrzyknąć: Arantzan zu? (W cierniach ty?). Pasterz miał zejść od miasta i napotkawszy ludzi modlących się o deszcz powiedzieć, że powinni udać się do miejsca, gdzie odnalazł wizerunek. Gdy miejscowi dotarli tam z procesją, zaczęło padać. Wersja legendy z 1648 wspomina, że święty wizerunek został znaleziony w głogu. Głóg w ludowej pobożności baskijskiej kojarzony jest z Matką Bożą, gdyż według miejscowej historii, miała się ona kiedyś, wraz z Dzieciątkiem Jezus, schronić przed głogiem podczas nawałnicy. Dlatego też Baskowie traktowali głóg jako naturalny piorunochron i zasadzali go przy swoich domach. Na legendzie oparto herb sanktuarium: gwiazda wyrastająca z ciernia poraża swoim blaskiem smoka, zrzucając go w otchłań, a wokół napis „Arantzan zu”.

## Dziewica z Aránzazu
La Virgen de Aránzazu (Dziewica z Aránzazu). Wizerunek maryjny, czczony w sanktuarium, to prosta rzeźba gotycka wykonana w kamieniu. Maryja w prawej ręce trzyma kulę, symbol kuli ziemskiej, zaś w lewej – siedzącego Syna. Sylwetka Syna nie jest tak dopracowana jak sylwetka Maryi, aczkolwiek widać w nim wpływy bizantyńskie. Zazwyczaj para przedstawiana jest na pniu głogu z krowim dzwonkiem przy boku.

## Historia
Dokładna historia sanktuarium nie jest znana, gdyż w swojej historii płonęło trzykronie, a po każdym pożarze właściwie trzeba było je budować od nowa. Wkrótce po ustaniu suszy, co miało być wynikiem odnalezienia cudownego wizerunku, powstało Bractwo Aránzazu, do którego należała szlachta z Oñate. W miejscu objawienia zbudowano pustelnię, a wkrótce także schronisko dla pielgrzymów. Szybko pojawili się tu mercedariusze, którzy w 1493 zatwierdzili swoją wspólnotę w tym miejscu. Wkrótce jednak zakon opuścił to miejsce i po przejściowej przynależności do dominikanów (1508-14) miejsce to stało się własnością franciszkanów, w których rękach pozostaje do dziś. 

### Pierwszy pożar i odbudowa
Do 1553 wszystkie obiekty klasztorne zostały wykończone, lecz w tym samym roku wybuchł pożar, który strawił je doszczętnie. Prowincjał franciszkanów w liście wysłanym do Ignacego Loyoli pisał, że z pożaru cudownie ocalał jedynie kościół. Przepadły jednak archiwa i wota wdzięczności pielgrzymów, oba przechowywane w krużgankach klasztornych. Dzięki hojnym datkom okolicznych mieszkańców, w tym szlachty, nowy klasztor, jeszcze większy od poprzedniego, zbudowano w imponująco krótkim czasie – tak, że w 1567 można było się zająć pracami nad renowacją kościoła. Ten został ukończony w 1621, a z okazji tego wydarzenia władze kościelne w Rzymie ogłosiły specjalny jubileusz. Bogaty program liturgiczny przyciągał pielgrzymów z terenów baskijskich; celebracje odbywały się zarówno po baskijsku, jak i kastylijsku. 

### Drugi pożar i odbudowa
Jednak już rok później (1622) kościół stanął w płomieniach. Wizerunek Maryi został ocalony, lecz cała reszta wyposażenia została zniszczona. Odbudowa postępowała szybko, ponownie dzięki hojnym datkom okolicznych mieszkańców. Powstał wtedy kościół dwupoziomowy, w którym wizerunek Dziewicy z Aránzazu przechowywano w kaplicy górnej. Przy kościele zbudowano liczne obiekty towarzyszące, w tym zajazd dla pielgrzymów. Podczas okupacji napoleońskiej król Józef Bonaparte podpisał w 1809 dekret o rozwiązaniu wspólnot klasztornych i konfiskacie ich mienia. W efekcie w 1810 wizerunek Matki Boskiej z Aránzazu został przeniesiony do kościoła św. Michała w Oñate, gdzie pozostał do zakończenia wojny o niepodległość (1814). 

### Trzeci pożar i odbudowa
W czasie pierwszej wojny karlistowskiej oddziały wojsk liberalnych (krystynosów, wspierających królową Izabelę), zważywszy na fakt, że zakonnicy stawali w obronie absolutyzmu Ferdynanda VII, zniszczyły obiekty klasztorne i samo sanktuarium paląc je (1834). W tym samym roku rozwiązano Bractwo Aránzazu, istniejące właściwie od początków kultu maryjnego w tym miejscu. W 1840 rozwiązano także miejscową wspólnotę franciszkanów. Prace restauracyjne kościoła odbyły się w latach 1844-46, zaś w 1878 zezwolono na odtworzenie wspólnoty franciszkańskiej. Nowy budynek klasztorny oddano do użytku w 1884. W czerwcu 1886 przeprowadzono koronację Dziewicy z Aránzazu – pierwszą kanoniczną koronację w Kraju Basków, przesuniętą względem planowanej daty prawie o rok z powodu epidemii cholery. W 1918 Dziewica z Aránzazu została patronką prowincji Gipuzkoa. 

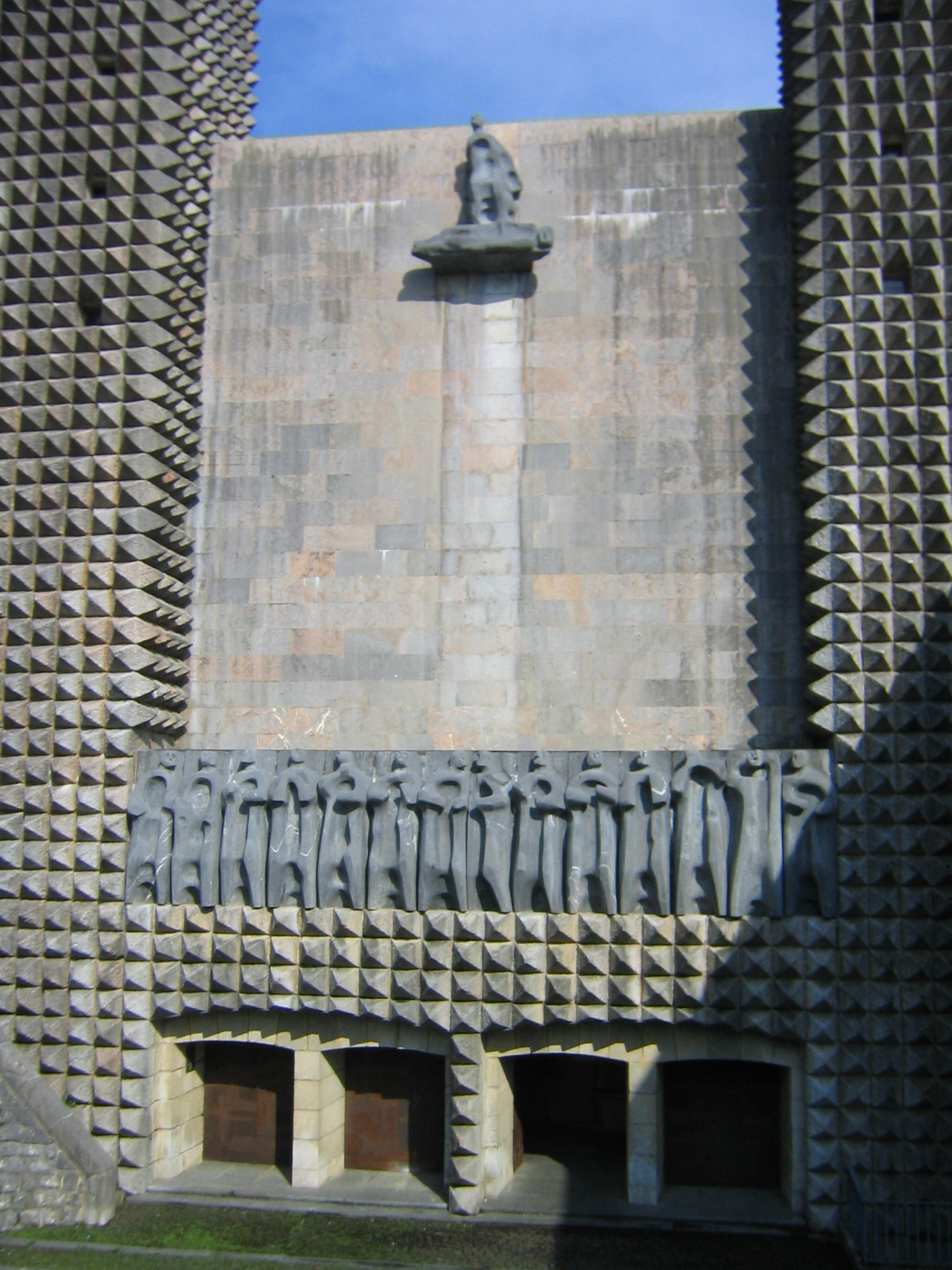
Fasada bazyliki

### Nowa bazylika
W 1950 uznano za konieczne wzniesienie nowej bazyliki. Ogłoszono więc konkurs, który wygrała pracownia z Madrytu. Zwycięski projekt zakładał, że integralną częścią bazyliki jest naturalna sceneria Aránzazu, bogata w roślinność i niezwykłą grę światła i cieni w szorstkich skałach i imponujących wąwozach. Nowa bazylika miała nosić cechy solidności i prostoty ludu baskijskiego, bez idei akademickich i romantyzmu: miała być solidna i dzika, z kamieni ostrych jak głóg. Projekt odrzucał użycie cennych materiałów ozdobnych (marmur czy brąz), a skupiał się na surowcach typowo górskich (kamień, drewno, kute żelazo). Pierwsza msza święta została odprawiona latem 1955, choć miesiąc wcześniej kuria biskupia wstrzymała prace twierdząc, że podejście artystyczne nie uwzględnia nakazów Kościoła Świętego w sprawach sztuki sakralnej. Architekci zostali oskarżeni o „zwiedzenie przez prądy modernistyczne”. Prace zostały zawieszone, a śmierć architekta odpowiedzialnego za absydę (1962) stanowiła pretekst do ogłoszenia nowego konkursu. Śmiałość projektu artystów biorących udział w budowie bazyliki doprowadziła do jego paraliżu na prawie 15 lat. Projekt został dokończony dzięki zmianom, jakie zaszły w Kościele Katolickim w wyniku II soboru watykańskiego. Ostateczna inauguracja kompleksu z konsekracją bazyliki miała miejsce w 1969, z okazji pięćsetlecia objawienia Matki Boskiej w tym miejscu. Krypta była jednak wykańczana do lat 80. XX w.

## Bazylika

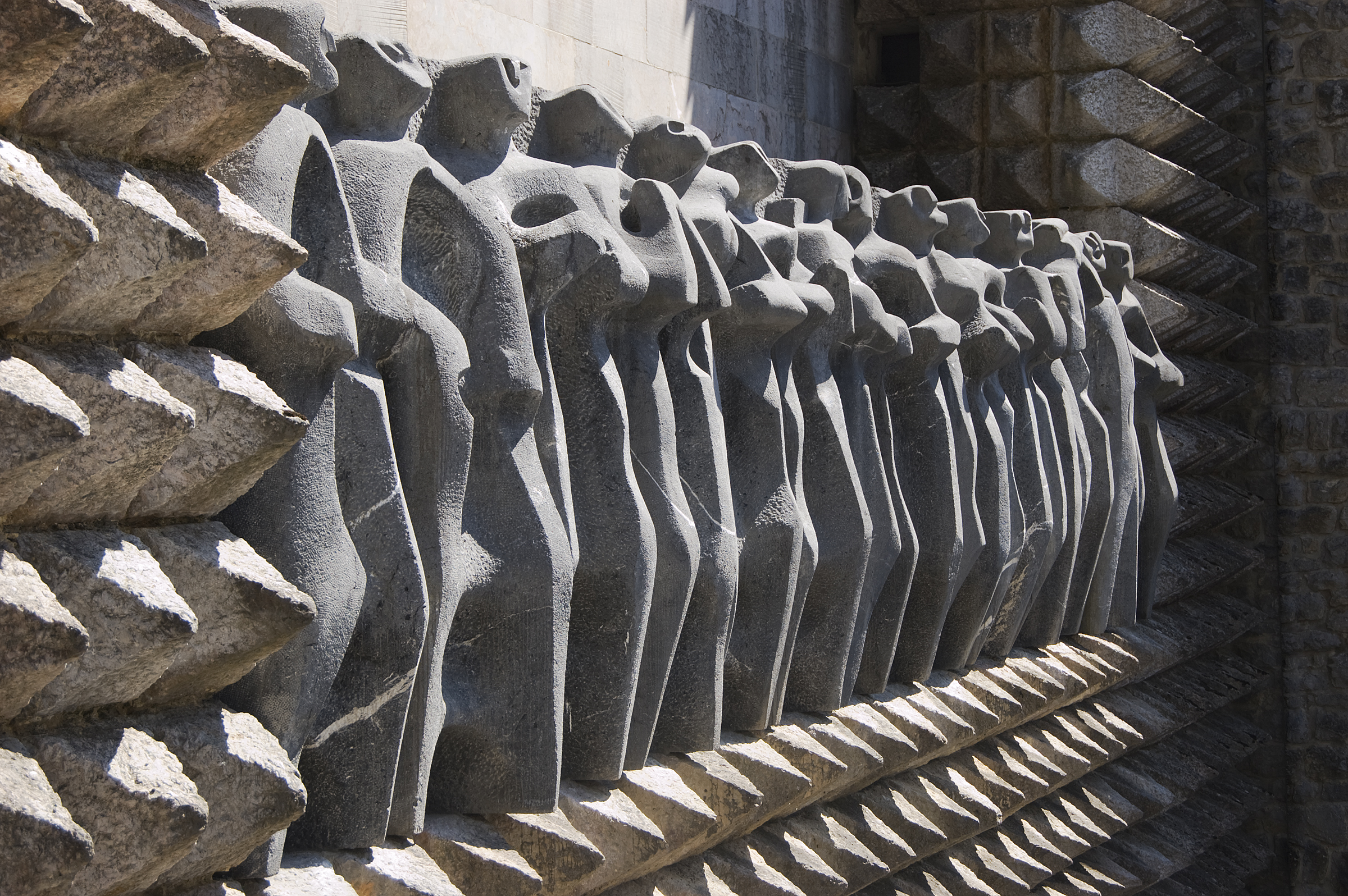
Fryz apostołów

Bazylika jest przykładem dwudziestowiecznej architektury religijnej. Powstała na miejscu poprzedniego kościoła, zniszczonego przez pożar w 1834; zachowuje plan tego kościoła oraz jego pozostałości, tworzące obecnie kryptę. W głównej fasadzie wzrok przyciąga charakterystyczne rzeźbienie w formie diamentu; kształt ten ma symbolizować ciernie głogu. Na fasadzie znajduje się także fryz apostołów, a w samym centrum wizerunek Matki Boskiej Bolesnej, otoczony pustą ścianą, wyrażającą jej osamotnienie. Doświetlenie wnętrza jest skromne, co ma ułatwiać skupienie. Absyda bazyliki bywa nazywana Kaplicą Sykstyńską XX wieku. Umieszczony w niej mały wizerunek Matki Boskiej oprawiony jest w alegorię potężnej Natury. Ściany krypty pokrywają malowidła ścienne, nad którymi prace trwały od 1952; artysta jednak wszedł w konflikt z zakonnikami, przez co mógł je ukończyć dopiero w 1984. Ostateczne porozumienie między franciszkanami a malarzem zostało osiągnięte w 2009 i wtedy malowidła zostały odsłonięte. Na ścianach łącznie przedstawione jest osiemnaście scen, jednak wchodzącego do krypty uderza przede wszystkim wizerunek Zmartwychwstałego.

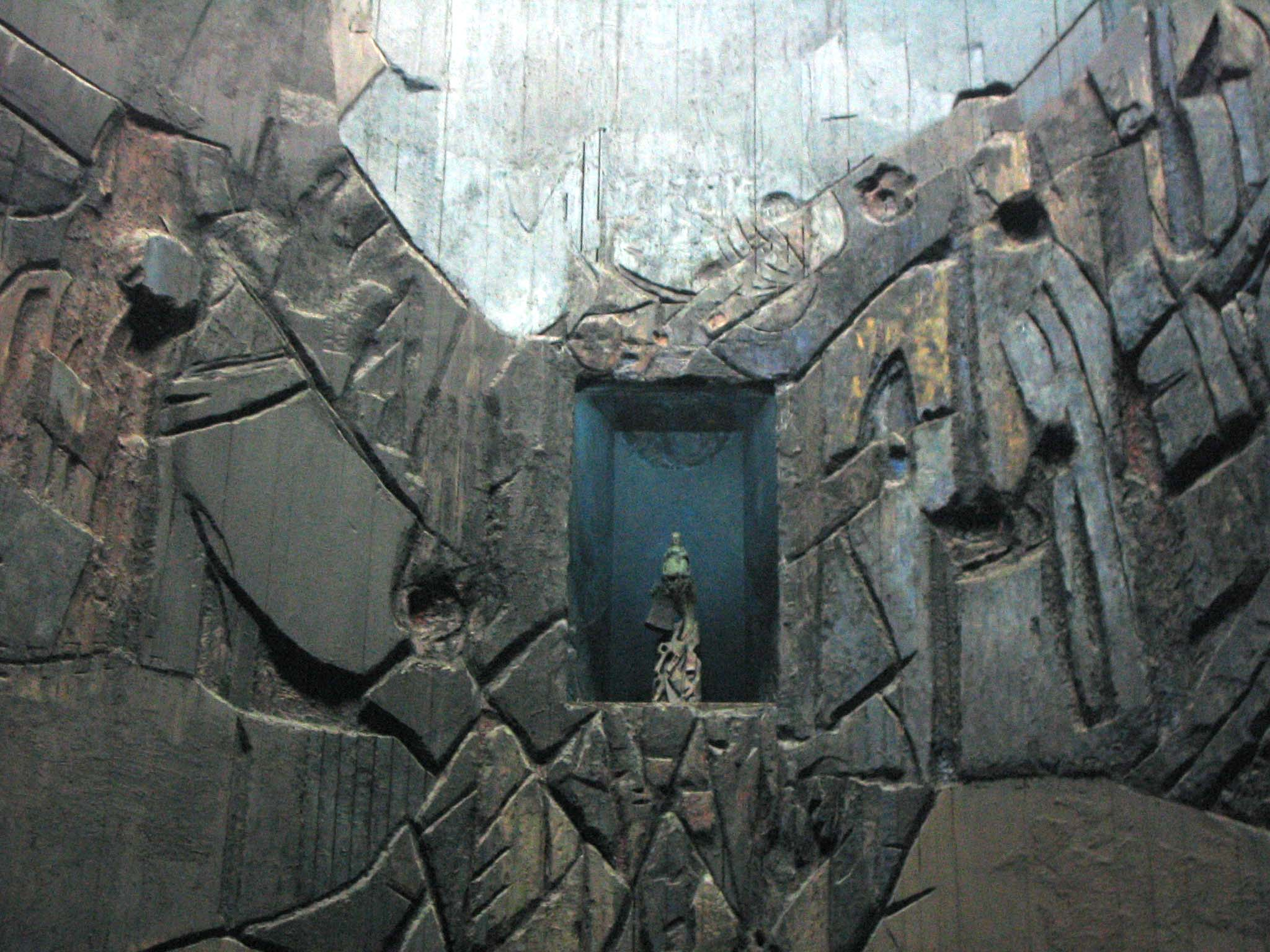
Absyda z Dziewicą z Aránzazu

## Położenie sanktuarium na trasie szlaków pielgrzymkowych
Szlak Trzech Świątyń Ziemi Ignacjańskiej (Ruta de los Tres Templos de Tierra Ignaciana). Szlak oznaczany jest symbolem GR-286. Szlak rozpoczyna się w Donostia-San Sebastián, stolicy prowincji Gipuzkoa. Pierwszą stacją jest Sanktuarium Loyola, położone między miejscowościami Azpeitia i Azkotia. Drugą pustelnia Santa María (la Antigua) w miejscowości Zumarraga. Trzecią i ostatnią – sanktuarium Arantzazu w Oñati.
Camino Ignaciano. Szlak oznaczany jest symbolem GR-120. Szlak pielgrzymkowy wytyczony drogą, jaką przeszedł po swoim nawróceniu św. Ignacy Loyola od swego domu w Loyola do sanktuarium Matki Bożej na Montserrat, a następnie do Manresy.